# معركة ذات الصواري
مَعْرَكَةُ ذَاتِ الصَّوَارِي معركة بحرية حدثت في العام 35 هـ 655م بين المسلمين والإمبراطورية البيزنطية وانتهت بنصر المسلمين. ومثلت هذه المعركة نهاية سيطرة الدولة البيزنطية على البحر الأبيض المتوسط كما أنها أول معركة بحرية يخوضها المسلمون.

## نبذة تاريخية

### السيطرة البيزنطية
كان للدولة البيزنطية في العصور الوسطى السيطرة والسيادة على البحر الأبيض المتوسط بلا منافس، فعلى شواطئه الشمالية امتدت أملاكها إلى شبه جزيرة البلقان والجزر الملحقة بها وآسيا الصغرى، ومن الشرق كان تتبعها سوريا وفلسطين، ومن الجنوب مصر وشمال أفريقيا، كذلك امتد سلطانها السياسي إلى وسط وجنوبي إيطاليا، وبعض بلاد محددة ولفترة قصيرة على الساحل الجنوبي لإسبانيا القوطية.
وكان لبيزنطة أسطول دائم ومهيب، وعدة قواعد بحرية، ودور لصناعة السفن في القسطنطينية وعكا والإسكندرية وقرطاجة، وسرقوسة بصقلية ورافنا بإيطاليا وغيرها، فقد بلغت عنايتها بالسلاح البحري أقصاها منذ عهد جستنيان - يوستانيوس - في منتصف القرن السادس الميلادي، وعهد هرقل قبل منتصف القرن السابع ومن جاء بعده من الأباطرة. وإلى جانب الأسطول البحري، كان لبيزنطة عدد من السفن التجارية تستخدم في عمليات نقل الجند والإمدادات، وكان تتحكم في منافذ البحر الأبيض: القسطنطينية ومصر وسبتة، مما استحال معه دخول أية تجارة خارجية إلى هذا البحر دون موافقتها، وشملت تجارتها العالم كله آنذاك.

### الأسطول الإسلامي
لم يكن للمسلمين عهد بركوب البحر أو الحرب في أساطيله، لكنهم وجدوا من خلال فتوح بلاد الشام أن الأسطول البيزنطي مصدر تهديد خطير ومباشر لأمنهم وأمن المناطق المفتوحة واستقرار الإسلام فيها، فأدركوا أن بناء أسطول إسلامي ضرورة استراتيجية حيوية، وأول من أقترح بناء اسطول بحري إسلامي كان معاوية بن أبي سفيان والي بلاد الشام على الخليفة عمر بن الخطاب ولكن لم يتم بناء اسطول عسكري إسلامي إلا في عهد الخليفة عثمان بن عفان فكانت نواة هذا الأسطول من السفن التي وجدوها في موانئ الشام ومصر، ثم انطلقوا إلى صناعة السفن في دور الصناعة، وهكذا دخل السلاح البحري في الاستراتيجية العسكرية الإسلامية لأول مرة في تاريخ المسلمين، وبدأ هذا السلاح الناشئ بسرعة مذهلة في ممارسة العمليات البحرية.
وكان من الطبيعي ألا تقف بيزنطة مكتوفة الأيدي أمام تلك القوة البحرية التي قامت في البحر الأبيض المتوسط، وأصبح تحت يدها أغلى ما كانت تملك من دور للصناعة وقواعد بحرية في عكا والإسكندرية، مما يشكل تهديداً خطيراً لسيادتها التي امتدت زمناً بلا منافس.
واتخذت العمليات البحرية للأسطول الإسلامي شكلين:
1. عمليات تستهدف غزو جزر البحر الأبيض ذات الأهمية الاستراتيجية في تأمين الشام ومصر.
2. عمليات القتال البحري ضد أسطول بيزنطة مثل معركة ذات الصواري موضوع هذا البحث.

## أسباب المعركة

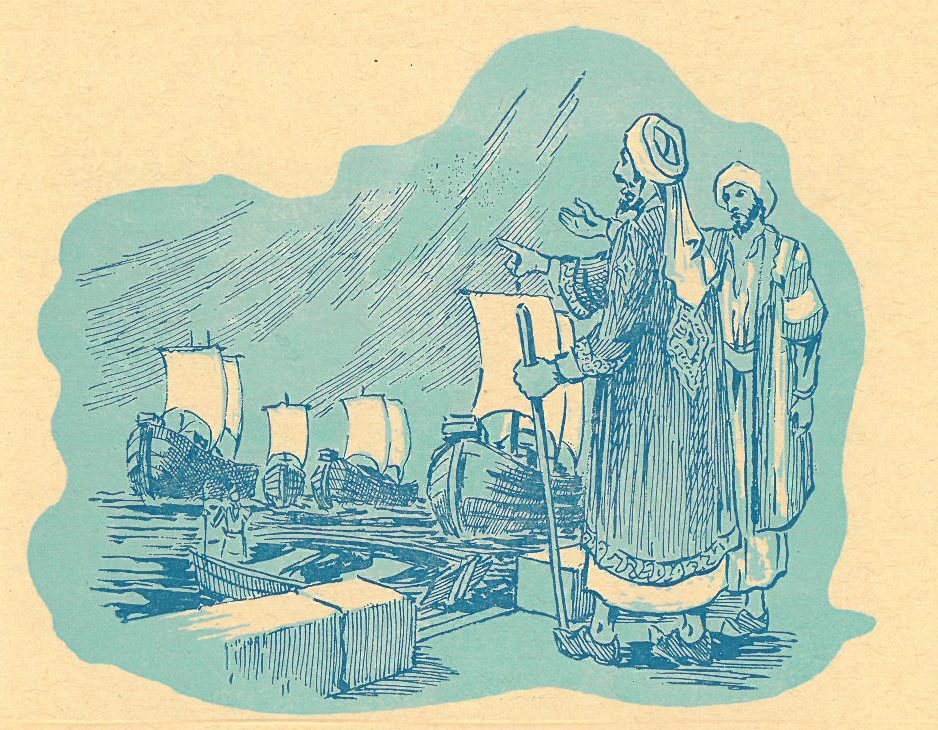
إنزال الأسطول الإسلامي إلى البحر.

تقدم المصادر والمراجع العربية والأجنبية أسباباً مختلفة لمعركة ذات الصواري البحرية، نذكر أهمها فيما يلي:
- إجهاض قوة البحرية الإسلامية النامية, يقول أرشيبالد. د. لويس بعد أن تحدث عن غزو الأسطول الإسلامي للإمبراطورية البيزنطية : "ويظهر أن الغارات التي انتهت باحتلال الجزيرة أثارت حماسة الدولة البيزنطية نحو البحر، ودفعتها للقيام بعمليات بحرية جديدة، وكان هذه العمليات قد توقفت منذ فشلها في معركة الإسكندرية عام 645 م - 25 هـ.
- أعدّ قنسطانز الثاني خليفة هرقل أسطولاً كبيراً تراوح عدده من 800 سفينة شراعية، والتقى هذا الأسطول في السنة ذاتها بأسطول عربي صغير مكون من 200 سفينة أقلعت من شواطئ سورية قرب موضع يقال له فونيكس Phoenicus بآسيا الصغرى، وتعرف هذه الواقعة بواقعة ذات الصواري".
- يقول إرنست وتريفور ديبوي: «لقد بدأ العرب بشدة في تحدي سيادة بيزنطة البحرية، وهزموا أساطيل الإمبراطور قنسطانز الثاني واستولوا على بعض الجزر شرقي البحر الأبيض المتوسط». وفي موضع آخر يقول: «وفي البحر استولى المسلمون على رودس 654 م، وهزموا أسطولاً بيزنطياً يقوده قنسطانز بنفسه في معركة بحرية عظمى خارج ساحل ليكيا (655 م)».
- يقول الدكتور عبد المنعم ماجد: «ويظهر أن النشاط المتزايد من قبل العرب أخاف بيزنطة بحيث إن الإمبراطور قنسطانز الثاني (642-668 م) جمع عدداً من المراكب لم يجمعها من قبل تزيد على ألف مركب، وسار بها بقصد ملاقاة أسطول العرب، أو بقصد احتلال الإسكندرية العظمى كبرى موانئ البحر الأبيض، فخرجت إليه أساطيل العرب في أعداد كبيرة بقيادة عامل مصر عبد الله بن سعد بن أبي سرح».
- انتقام البيزنطيين لما أصابهم على أيدي المسلمين في إفريقية واسترداد مصر. وذلك ما يراه الطبري حيث يقول: «وخرج عامئذٍ قسطنطين بن هرقل لما أصاب المسلمون منهم بإفريقية».
- ويتفق معه في ذلك ابن الأثير فيقول: «وأما سبب هذه الغزوة فإن المسلمين لما أصابوا من أهل إفريقية وقتلوهم وسبوهم، خرج قسطنطين بن هرقل في جمع له لم تجمع الروم مثله مذ كان الإسلام».
- وقال عبد الرحمن الرافعي وسعيد عاشور: «وفي سنة 34هـ - 654 م خرج الإمبراطور قنسطانز الثاني على رأس حملة بحرية كبرى في محاولة للاستيلاء على الإسكندرية واسترداد مصر من العرب».
- إجهاض تدابير المسلمين لغزو القسطنطينية عاصمة بيزنطة. وذلك هو ما يراه المؤرخ البيزنطي تيوفانس حيث يقول: «في هذا السنة جهز معاوية الجيش وزوده بأسطول ضخم قاصداً محاصرة القسطنطينية، وأمر بتجميع الأسطول كله في طرابلس فينيقيا. فلما علم بذلك أخوان نصرانيان من أهل المدينة، هاجما السجن وحطما الأبواب وأطلقا سبيل المحجوزين جميعاً، ثم هاجموا رئيس المدينة وقاتلوه ورجاله كلهم وهربوا إلى تخوم الروم، غير أن معاوية لم يغير رأيه في حصار القسطنطينية، بل جاء بجيشه -يقصد أساطيل الشام والعراق ومصر- إلى قيصرية وكيادوكيا، وعيّن أبولا باروس Abula Barus - يقصد عبد الله بن سعد بن أبي سرح - قائداً للأسطول، فقدم هذا فينيقيا إلى مكان في ليكيا [Lycia] حيث كان الإمبراطور قنسطانز مقيماً بمعسكره وأسطوله ودخل معه في معركة بحرية».
- حرمان المسلمين من الحصول على الأخشاب اللازمة لصناعة السفن. وهذا السبب ذكره أرشيبالد لويس كسبب محتمل لمعركة ذات الصواري، حيث قال: «ومما يلفت النظر أن المكان الذي دارت فيه المعركة، وهو ساحل الأناضول، يزدحم بغابات السرو الكثيفة، وهو الشجر المستخدم في صواري السفن، ولعل البيزنطيين قرروا القيام بتلك المعركة ليحولوا بين الخشب اللازم لصناعة السفن هناك، وبين وقوعه في قبضة العرب، وإذا صح هذا الزعم فإنه يقوم دليلاً على أهمية الخشب في الصراع البحري بين العرب وبيزنطة».

## أحداث المعركة
والواقع أن الأسباب التي ذكرناها كما وردت في المصادر والمراجع التاريخية أسباب مقبولة، لأنها جميعاً تعبر عن الدوافع المنطقية التي لا بد وأن تنشأ في عقول البيزنطيين الذين رؤوا أغلى ممتلكاتهم تسقط في أيدي المسلمين في الشام ومصر وإفريقية، وأدركوا خطر الأسطول الإسلامي الناشئ الذي يهدد سيادتهم البحرية في البحر المتوسط الذي أطلق على بحر الروم دليلاً على تلك السيادة.
وأيا كانت الأسباب التي ذكرت، فقد التقى الأسطول الإسلامي بقيادة عبد الله بن سعد بن أبي سرح والي مصر، وكان يتألف من مائتي سفينة، بالأسطول البيزنطي بقيادة الإمبراطور قسطنطين الثاني خارج ساحل ليكيا في آسيا الصغرى. ويمكن وصف أحداث المعركة باختصار على النحو التالي:
1. نزلت نصف قوة المسلمين إلى البر بقيادة بُسر بن أبي أرطأة للقيام بواجبات الاستطلاع وقتال البيزنطيين المرابطين على البر، وذلك تطبيقاً لواجبات أمير البحر عندما تكون المعركة البحرية قرب البر والسوائل والجزائر، فعليه «ألاَّ يهجم على المراسي لئلا تكون مراكب العدو بها كامنة، ولا يتقدم إلى البر إلا بعد المعرفة والاحتراز من الأحجار والعشاب والأحارش التي تنكسر عليها المراكب، وإن كان القتال قرب البر والسواحل والجزائر فيجعل عيونه وطلائعه على الجبال فيتأهب لذلك.».
2. بدأ القتال بين الأسطولين - عندما أصبحت المسافة بينهما في مرمى السهام - بالتراشق بالسهام.
3. وبعد أن نفدت السهام جرى التراشق بالحجارة، ومن أجل ذلك كانوا «يجعلون في أعلى الصواري صناديق مفتوحة من أعلاها يسمونها التوابيت يصعد إليها الرجال قبل استقبال العدو فيقيمون فيها للكشف ومعهم حجارة صغيرة في مخلاة معلقة بجانب الصندوق يرمون العدو بالأحجار وهم مستورون بالصناديق».
4. وبعد أن نفدت الحجارة ربط المسلمون سفنهم بسفن البيزنطيين وبدأ القتال المتلاحم بالسيوف والخناجر فوق سفن الطرفين.

انتهت المعركة بعد قتال شديد بانتصار المسلمين. ونذكر فيما يلي روايات المؤرخين عن أحداث المعركة.
رواية ابن عبد الحكم:
وهي توضح مراحل المعركة، وكيف نجا عبد الله بن سعد قائد الأسطول من الأسر الذي كاد يقع فيه، فيقول: "إن عبد الله بن سعد لما نزل ذات الصواري، أنزل نصف الناس مع بسر بن أبي أرطأة سرية في البر، فلما مضوا أتى آتٍ إلى عبد الله بن سعد فقال: ما كنت فاعلاً حين ينزل بك هرقل - يقصد قسطنطين- في ألف مركب فافعله الساعة". أي: أنه يخبره بحشد قسطنطين لأسطوله لملاقاته، وإنما مراكب المسلمين يومئذ مائتا مركب ونيف، فقام عبد الله بن سعد بين ظهراني الناس، فقال: قد بلغني أن هرقل قد أقبل إليكم في ألف مركب، فأشيروا علي، فما كلّمه رجل من المسلمين، فجلس قليلاً لترجع إليهم أفئدتهم، ثم قام الثانية، فكلمهم، فما كلمه أحد، فجلس ثم قام الثالثة فقال: إنه لم يبق شيء فأشيروا علي، فقال رجل من أهل المدينة كان متطوعاً مع عبد الله بن سعد فقال: أيها الأمير إن الله جل ثناؤه يقول: { كم من فئةٍ قليلةٍ غلبتْ فئةً كثيرةً بإذن اللهِ والله مع الصابرين }، فقال عبد الله: اركبوا باسم الله، فركبوا، وإنما في كل مركب نصف شحنته، وقد خرج النصف إلى البر مع بُسْر، فلقوهم - أي أسطول البيزنطيين - فاقتتلوا بالنبل والنشاب، فقال: غلبت الروم - أي انتصرت - ثم أتوه، فقال: ما فعلوا؟ قالوا: قد نفد النبل والنشاب، فهم يرتمون بالحجارة وربطوا المراكب بعضها ببعض يقتتلون بالسيوف، قال: غُلِبَتْ. وكانت السفن إذ ذاك تقرن بالسلاسل عند القتال، فقرن مركب عبد الله يومئذ، وهو الأمير، بمركب من مراكب العدو، فكاد مركب العدو يجتر مركب عبد الله إليهم - أي يجذبه نحوهم - فقال علقمة بن يزيد العطيفي، وكان مع عبد الله بن سعد في المركب فضرب السلسلة بسيفه فقطعها".
رواية ابن الأثير:
قال: «فخرجوا [أي البيزنطيين] في خمسمائة مركب أو ستمائة، وخرج المسلمون وعلى أهل الشام معاوية بن أبي سفيان ما، وعلى البحر عبد الله بن سعد بن أبي سرح، وكان الريح على المسلمين لما شاهدوا الروم، فأرسى المسلمون والروم، وسكنت الريح، فقال المسلمون: الأمان بيننا وبينكم. فباتوا ليلتهم والمسلمون يقرؤون القرآن ويصلون ويدعون، والروم يضربون بالنواقيس. وقربوا من الغد سفنهم، وقرب المسلمون سفنهم، فربطوا بعضها مع بعض واقتتلوا بالسيوف والخناجر، وقتل من المسلمين بشر كثير، وقتل من الروم ما لا يحصى، وصبروا صبراً لم يصبروه في موطن قط مثله، ثم أنزل الله نصره على المسلمين فانهزم قسطنطين جريحاً ولم ينجُ من الروم إلا الشريد، وأقام عبد الله بن سعد بذات الصواري بعد الهزيمة أياماً ورجع».
رواية المؤرخ البيزنطي تيوفانس:
وهي توضح هزيمة البيزنطيين وفداحة خسائرهم، وكيف فرّ الإمبراطور ناجياً بنفسه: «ضم - أي قسطنطين - صفوف الروم إلى المعركة، وأخذ يتحرّش بالعدو، فنشبت المعركة بين الطرفين، وهزم الروم واصطبغ البحر بدمائهم، فغيّر الإمبراطور ملابسه مع أحد جنوده، وقفز أحد الجنود على مركبه واختطفه وذهب به هنا وهناك ونجا بمعجزة».

## سبب التسمية
يرجع سبب تسمية المعركة بذات الصواري إلى كثرة عدد صواري السفن التي اشتركت فيها من الجانبين؛ وبعضهم الآخر يذكر أن هذا الاسم نسبة إلى المكان الذي دارت قريباً منه، وهو ما نميل إليه وما يستنتج مما يلي:
- قول الطبري: «فركب من مركب وحده ما معه إلا القبط حتى بلغوا ذات الصواري، فلقوا جموع الروم في خمسمائة مركب أو ستمائة». وقوله أيضاً: «وأقام عبد الله بذات الصواري أياماً بعد هزيمة القوم».
- قول ابن الأثير: (وأقام عبد الله بن سعد بذات الصواري بعد الهزيمة أياماً ورجع).
- ويضاف إلى ذلك أن المكان الذي دارت المعركة قريباً منه اشتهر بكثرة الأشجار التي تستخدم أخشابها في صناعة صواري السفن، وقد أشار إلى ذلك أرشيبالد لويس بقوله: (ومما يلفت للنظر أن المكان الذي دارت فيه هذه المعركة، وهو ساحل الأناضول، يزدحم بغابات السرو الكثيفة وهو الشجر المستخدم في صواري السفن).

## الآثار الاستراتيجية لذات الصواري
أهم آثار معركة ذات الصواري تتلخص في نقطتين رئيسيتين:
1. انتصار المسلمين على عدو متفوق في العدد والعتاد ويعود ذلك لعدة أسباب أهمها قوة الإيمان والعقيدة والإدارة السليمة والاستثمار الأمثل للقدرات.
2. انتهاء عصر السيادة البيزنطية في البحر المتوسط.